# 有明教育芸術短期大学
有明教育芸術短期大学（ありあけきょういくげいじゅつたんきだいがく、英語: Ariake College of Education and the Arts）は、東京都江東区有明にある日本の私立短期大学である。1903年に音楽遊戯協会として創立、2009年短期大学として設置。大学の略称は「ありたん」、有明短大またはACEA

## 概観

### 大学全体
- 東京都江東区に所在する日本の私立短期大学で、設置主体は学校法人三浦学園[3]。
- 2009年に2学科体制にて開学。2015年度入学生より1学科体制に縮小。

### 建学の精神（校訓・理念・学是）
- 詳細は、ホームページを参照のこと[4]。

### 教育および研究
- 子ども教育学科は修業年限が3年制となっている（指定保育士養成施設）。

### 学風および特色
- 有明教育芸術短期大学は、品川区に設置されていた日本音楽学校を発展・改組かつキャンパス移転する形で設置された。

## 沿革
- 1903年
  - 東京・神田に音楽遊戯協会が創設される
- 1906年
  - 音楽遊戯協会が日本音楽協会（男子のみの音楽学校）と女子音楽学校（女子のみの音楽学校）となる
- 1927年
  - 日本音楽協会と女子音楽学校が合流し、日本音楽学校に名称変更
- 1949年
  - 日本音楽学校附属幼稚園を開園
- 1950年
  - 財団法人日本音楽学校認可。日本音楽高等学校開校
- 1951年
  - 学校法人三浦学園認可（財団法人日本音楽学校を学校法人三浦学園に組織変更）
- 1953年 日本音楽学校に中学校音楽教諭養成科を開設
- 1954年 日本音楽学校に文部大臣指定の幼稚園教諭養成科を開設
- 1972年 日本音楽学校に厚生大臣指定の保母養成科を開設
- 1978年 日本音楽学校が専修学校として認可される
- 1996年 日本音楽学校の中学校音楽教諭養成科を募集停止
- 1997年 日本音楽学校の幼稚園教諭養成科、保母養成科を募集停止。日本音楽学校に幼稚園教員科、幼児教育科（保母コース、保母・幼稚園教員コース）を開設
- 1999年 日本音楽学校の幼稚園教員科を幼児教育科幼稚園教員コースに、幼児教育科保母コースを幼児教育科保育士コースに、幼児教育科保母・幼稚園教員コースを幼児教育科保育士・幼稚園教員コースへ改組。東京聖星社会福祉専門学校を開校
- 2001年 日本音楽学校の幼児教育科幼稚園教員コースを募集停止
- 2008年
  - 4月 短期大学建設の着工
  - 10月31日 左記を以て文部科学省より短期大学の設置が認可される[5]。
- 2009年
  - 2月 短期大学の校舎が完成[6]。
  - 4月1日 有明教育芸術短期大学が以下の学科体制にて開学[注 2]。
    - 子ども教育学科 入学定員100名[注 3]
    - 芸術教養学科[注 4]入学定員90名
- 2014年
  - 4月1日 以下の学科については、この年度で学生募集を最終とする[注 5]。
    - 芸術教養学科[注 6]
- 2023年
  - 創立120周年を迎える

## 基礎データ

### 所在地
- 東京都江東区有明2-9-2

### 象徴
- ホームページほか右記資料も参照のこと[5]。

### 学生数
- 2019年4月1日時点の収容定員および学生数は以下の通り
- 収容定員1学年100名、計300名
- 学生数、1年63名、2年40名、3年69名

## 教育および研究

### 組織

#### 学科
- 子ども教育学科 入学定員100名[3]
- 芸術教養学科 入学定員90名[注 7]

#### 納付金
- 2019年度の納付金は次の通り
  - 入学金　28万円
- 授業料等　50万円（半期）
  - 初年度納付金　128万円
  - 二年次、三年次納付金　各100万円

##### 取得資格について
- 小学校教諭二種免許状・幼稚園教諭二種免許状・保育士資格が子ども教育学科にて取得できる。

#### 進路
- 各年度の進路は次の通り
  - 2016年度
    - 就職73名（保育所37名、幼稚園15名、一般企業14名、施設6名、小学校1名）、進学1名、その他12名。

  - 2017年度
    - 就職79名（保育所52名、一般企業11名、小学校7名、施設5名、幼稚園4名）、その他1名

  - 2018年度
    - 就職45名（保育所26名、一般企業6名、幼稚園5名、施設5名、小学校2名、認定こども園1名）、その他3名

#### 附属機関
- 実践総合センター
- 図書館

## 学生生活

### 部活動・クラブ活動・サークル活動
- 有明教育芸術短期大学のクラブ活動[1]

  - 文化系：演劇・ダンス・バンドほか

### 学園祭
- 有明教育芸術短期大学の学園祭は「有明祭」と呼ばれる。ポスターやチラシを江東区役所、豊洲文化センターなどに掲示、配付している[15]。

## 大学関係者と組織

### 学長
- 小林志郎：初代学長（2009年-2011年9月）[注釈 1]（終身名誉学長）
- 栗本慎一郎：第二代学長（2011年10月-2013年10月）[注釈 1]

### 主な出身者
- 春日沙也加（アイドル／元よしもとグラビアエージェンシーメンバー）[16]
- 植木もこ-アイドルグループ君に恋をした。のメンバー。

## 施設

### キャンパス
- 交通アクセス：東京臨海高速鉄道りんかい線東雲駅下車。その他の交通手段については、ホームページを参照にされたい。
- 設備：鉄筋コンクリート3階建となっている[17]
- 周辺：東京有明医療大学やかえつ有明中学校・高等学校が立地されている。

## 対外関係

### 他大学との協定
- 東京都私立短期大学協会実施の単位互換制度に平成23年度より参加[15]。

### 系列校
- 品川学藝高等学校
- 品川学藝幼稚園
- 東京聖星社会福祉専門学校（2011年3月31日廃校[18]）

## 社会との関わり
- 江東区立有明中学校への歌舞伎音楽、三味線実技の特別授業が平成23年度から平成25年度まで実施されている[15]。
- 教員免許状更新講習を平成23年度より実施している[15]。
- 公開講座や出前授業を実施している[19]。